# حيوانات فلسطين
الحياة البرية في فلسطين يمكن تتبعها من العصر الفجري (الحديث السابق)، عندما تراجع البحر عن مناطق شاسعة كان يغطيها لملايين من السنين. وقد كانت فلسطين ما تزال جزءاً من شبه القارة العربية النوبية، والتي امتدت جنوباً وشرقاً، والتي منها جاءت أول الحيوانات البرية. وعندما حدث في العصر الحديث القريب ارتباط أرضي مع جنوب شرق أوروبا، فقد تبعه تدفق للحيوانات من شبه جزيرة البلقان. وفي العصر الحديث الأقرب السُفلي، كانت هناك بعض الأنواع من الحيوانات التي كانت تعيش في فلسطين لأجيال عديدة مثل الخنزير، والبرنيق (فرس النهر)، والكركدن، والضبع المنقط، وكذلك جاءت لاحقاً حيوانات أخرى من الهند، ومن بينها الذئاب والغزلان والخيول البرية.

## التاريخ
حدثت تغيرات مناخية خلال العصر الحديث الأقرب الأوسط والأعلى حتى العصر الحجري الحديث (منذ سبعة آلاف سنة)، والتي أحضرت تغيرات جديدة في تركيبة الحياة الحيوانية المحلية؛ هذا مع العلم أن الحياة الحيوانية في فلسطين لم يحدث لها أية تغيرات عميقة منذ ذلك الحين، مع أن الكثير من الأنواع تمت إبادتها من خلال الصيد وتدمير الغابات.
وتورد التوراة والإنجيل ذِكر الكثير من الحيوانات التي كانت تعيش بفلسطين في قديم الزمان، والتي لم تعد موجودة في الفترة الحالية ومنها: الأسد، الببر، الدب، الأيل، الظبي اليحمور، الظبي (البقر الوحشي)، الثور البري، وحتى النعامة والتمساح.
كما تورد التوراة والإنجيل الكثير من الحيوانات الأهلية مثل: الحِصان، الحِمار، الماعز، الخِراف، الدجاج، النحل، والماشية، وكذلك دودة القز (دودة الحرير). وبالنسبة للحيوانات البحرية، فقد تم ذِكر السمك، وقوقعة المُريك التي كان يتم جمعها لاستخراج اللون الأرجواني الملكي منها. وبالنسبة للحشرات، فقد تم ذكر القمل والبعوض، كما تم التفريق بين الأنماط العديدة ومراحل نمو الجراد.
كما تم ذكر الكثير من الحيوانات في القرآن الكريم والسُنة النبوية الشريفة، والتي كانت لها علاقة بأرض فلسطين المُباركة، لا سيما أنه كان يعيش على أرضها الكثير من الأنبياء والرُسل. فمن قصص القرآن الكريم: قصة إبراهيم (أبو الأنبياء) وابنه إسماعيل (أبو العرب) والكبش، وقصة سُليمان (الذي عُلم منطق الطير) مع الهُدهُد، وأيضاً قصته مع النمل في وادِ النمل، وقصة يوسف مع الذئب، وكذلك قصة يونس (ذا النون أو صاحب الحوت) مع الحوت في بحر يافا بفلسطين.
ويعيش في فلسطين حالياً ما بين 70-80 نوعا من الثدييات، وما بين 500-520 نوعاً من الطيور، وما بين 100-120 نوعاً من الزواحف، وحوالي 400 نوع من الأسماك، وحوالي 5000 نوع من الحشرات.

## الثدييات

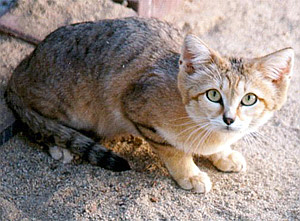
القط الصحراوي أو هِر الرمال

بالرغم من أن مساحة فلسطين صغيرة نسبياً، إلا أن تنوع الثدييات أو اللبونات فيها كبير، حيث يصل عددها إلى حوالي سبعين نوعاً، ويعتبر هذا تنوعاً جيداً بالنسبة للمساحة الصغيرة.
إن كثيراً من الأنواع كيفت أنفسها مع اختلاف المناخ في فلسطين، وإلى المؤونة الغذائية المُتناثرة. وإن أغلب الثدييات الفلسطينية ليلية، حيث أنها غير نشيطة أثناء ساعات النهار الحارة، وهي قادرة على الاكتفاء بمقادير ضئيلة من المياه، مثل الضبع والغرير (الغريراء). ومن ناحية أخرى، فهناك بعض الأنواع التي تحتاج إلى كميات وفيرة من المياه مثل بعض الحيوانات التي تعيش في مناطق المُستنقعات أو قرب البحيرات مثل الخنازير البرية، والتي تقوم عادة بنبش وتخريب الحقول والمزارع والحدائق النباتية بحثاً عن الغذاء، في وادي بحيرة الحولة وحول بحيرة طبرية (بحر الجليل).
إن أغلب الحيوانات الثديية البرية في فلسطين معروفة أيضاً في أجزاء أخرى من العالم، ولكنه توجد أيضاً أنواعاً محلية. وقائمة الحيوانات الثديية البرية طويلة، فهناك مثلاً القنفذ القوقازي الكبير والقصير الأذنين، والقنفذ ذو الأذنان الطويلتان، والقنفذ الإثيوبي، وزبابة الماء القزمية، وزبابة الماء الكبيرة ذات الأسنان البيضاء، وأنواع الفئران البرية مثل فأر غزة المنزلي أو الفأر المنزلي الفلسطيني وهو نُويع جديد من الفئران المنزلية تم اكتشافه في العام 2005 من بيت لاهيا في شمال قطاع غزة وتم تسميته عِلمياً في العام 2007؛ وتضم القائمة أيضاً الجرابيع مثل الجربوع المشعر القدم، والخلد الفلسطيني، والوبر الصخري أو الجبلي، وهو من آكلات الأعشاب ويعيش في مناطق السُفوح الشرقية (برية القدس)، وخفاش (وطواط) الفاكهة المصري والذي يعيش في الكهوف عادة، وخفاش القبور العاري البطن، وخفاش حدوة الحصان الأكبر، ووطواط الناترر، والوطواط الطويل الجناحين الشائع في كل أرجاء فلسطين.
ومن الحيوانات آكلات اللحوم (اللواحم) التي تعيش في فلسطين النمر العربي المُهدد بالانقراض، والذي يُعتبر أكبر الحيوانات الفلسطينية المُفترسة، والقط الصحراوي (هر الرمال) العربي، والذي أصبح وضعه قريباً من المُهددِ بالانقراض، والذئب العربي، وابن آوى السوري والذي تم تصنيفه حديثاً في العام 2008، والثعلب الفلسطيني والذي قام العالم توماس بوصفه من الرملة قرب يافا عام 1920. أما الأسد الآسيوي أو الفارسي فقد تم ذِكره وتسجيله لآخر مرة في منطقة الشريعة في عام 1630؛ وكذلك هو الحال مع الفهد العربي أو الآسيوي والذي تمت رؤيته لآخر مرة في صحراء النقب، جنوب فلسطين عام 1959؛ كما أن الدب السُوري قد تمت رؤيته لآخر مرة في شمال فلسطين، وانقرض في القرن التاسع عشر.
ويعيش في فلسطين أيضاً الظربان (غرير العسل أو آكل العسل)، والغرير (الغريراء)، والقضاعة (ثعلب الماء) الفارسي، والرباح (الزريقاء) الفلسطيني، والنمس الشائع، والضبع السُوري المُخطط، وقط الأدغال الفلسطيني، وكذلك الوشق أو الوعوع السُوري والذي يُسمى أيضاً بأم ريشات وأحياناً بعناق الأرض.
ومن الحيوانات آكلات الأعشاب (العواشب) التي تعيش في فلسطين غزال دوركاس أو الغزال الأحمر، وكذلك الغزال العربي، والوعل النوبي، والمها العربية (المارية العربية، الوضيحي، ابن سولع)، وكذلك حيوانات ثديية عديدة أخرى.
وتتوزع بقية الثدييات على جميع مساحة فلسطين وحسب مناطق انتشارها. وبشكل عام فإن الحيوانات الثديية مُهددة بالانقراض بسبب عدم وجود الأحراش والغابات بشكل كبير، وعدم وجود مصادر المياه القريبة منها، وكذلك لكثافة المُنشآت السكنية البشرية في أغلب المناطق بفلسطين. هذا وتدل الإحصائيات على أن حيواناً واحداً ينقرض كل عشرين عاماً في فلسطين.
هذا ولا توجد محميات طبيعية على الأرض الفلسطينية، وذلك بسبب وجود الاحتلال الإسرائيلي، حيث لم تستطع السلطة الوطنية الفلسطينية من إعلان رسمي عن إنشاء المحميات الطبيعية في الضفة الغربية وقطاع غزة، رغم وجود مواقع مُقترحة لهذه المحميات في الضفة الغربية مثل: عين قينيا في رام الله، برك سليمان في بيت لحم، واد القلط في قلب برية القدس؛ وكذلك وادي غزة في قطاع غزة؛ كما توجد بعض مواقع الحراج والغابات التي أستلمتها وزارة الزراعة الفلسطينية من الاحتلال الإسرائيلي وفق الاتفاقات التي تم توقيعها سابقاً.

## الطيور

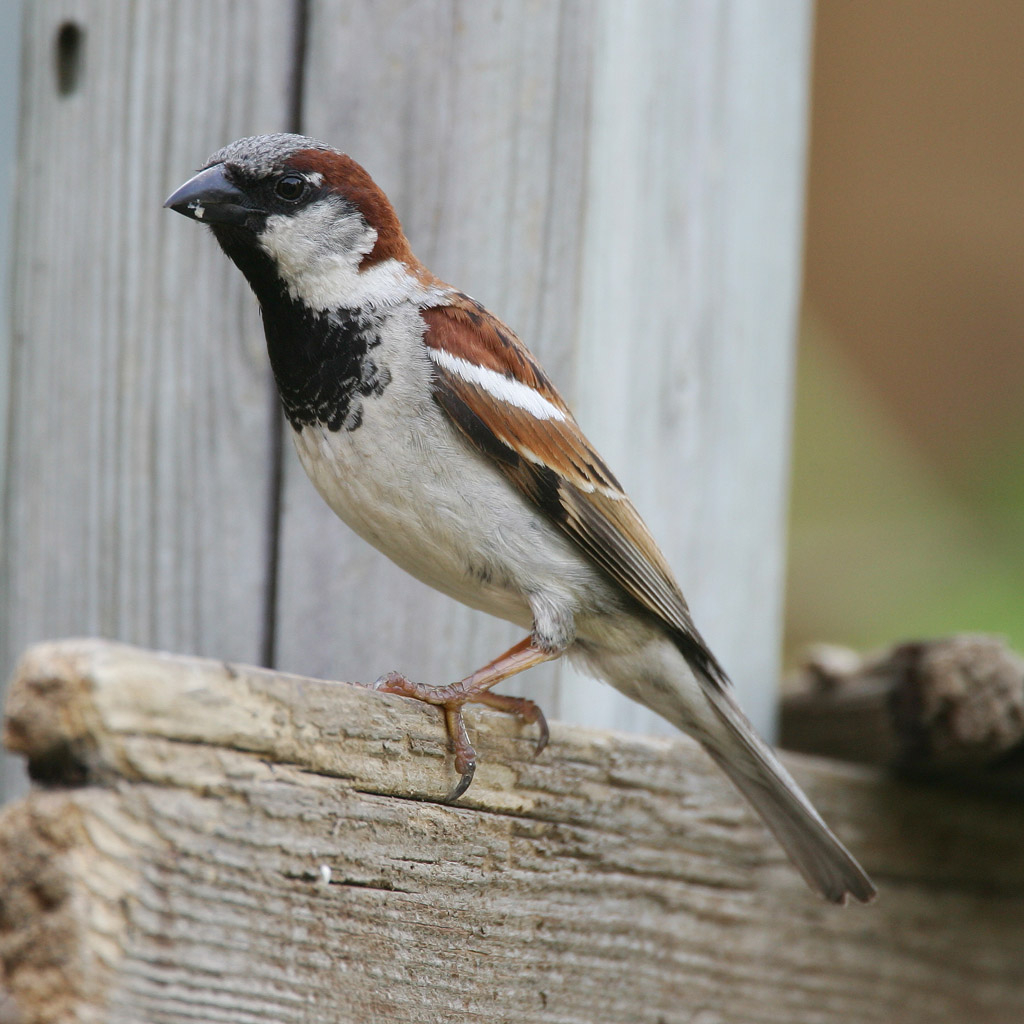
ذكر العصفور الدوري

يوجد في فلسطين حوالي خمسمائة نوعا من الطيور، ويمكننا القول أن مائة نوع منها مُستوطنة على مدار العام، وخمسين نوعاً تستقر في الصيف فقط، كما أن هناك مائة نوع تعتبر طيوراً مارة تمكث أياماً أو أسابيع عديدة ثم ترحل. وتقسم طيور فلسطين إلى مائتين وستة أجناس، أكثرها انتشاراً جنس الزريقة وهي الطيور الهازجة، وجنس الدرسة، والنورس، والأبلق، وخطاف البحر، والصقور الأصيلة.
وتنتمي الأجناس إلى 67 عائلة، وأكبرها الهوازج، والشحرورية، والبطية، والكواسر. وقد جُمعت هذه العائلات في إحدى وعشرين رُتبة. أما الرُتب التي تحوي أكبر عدد من الأنواع فهي: الطيور المُغردة، الزقزاقية، الصفريات، الوزيات.
ونظراً لتعدد أنواع الطيور الممكن مشاهدتها في فلسطين، وتنوع مصادرها، يمكننا تقسيمها إلى خمس مجموعات هي:

### الطيور المُستوطنة (المقيمة)
الطيور التي تتوالد وتربي صغارها وتمضي فترة حياتها في فلسطين، ومنها ما يقارب مائة طير مُستوطن مثل النسر الأسمر (عقاب الرمم) والصقر الذهبي، ومنها ما هو صغير الحجم مثل العصفور الدوري وعصفور التمير الفلسطيني، كما أن معظم طيور النقب ووادي عربة تعتبر من هذه المجموعة.

### الطيور الشتوية (الزائرة)
الطيور التي تصل إلى فلسطين ما بين شهري أيلول وكانون الأول قادمة من أوروبا، وتغادرها ما بين شهري شباط وآذار، وتضع هذه الطيور بيوضها وتربي صغارها في أوروبا وتأتي إلى فلسطين زائرة شتاءً لتعود إلى مواطنها الأصلية بعد انتهاء الفصل. ويصل عدد أنواع الطيور الزائرة حوالي المائة وأهمها الزرزور والنورس الأسود الرأس؛ وقد لوحظ في السنوات الأخيرة أن بعض أنواعها قد تحولت إلى طيور مُقيمة.

### الطيور الصيفية
الطيور التي يبدأ وصولها إلى فلسطين ما بين شهري شباط وحتى أيلول، ويأتي معظمها من أفريقيا، أما القليل منها فيأتي من الهند، وتصل هذه الطيور فلسطين وهي يافعة وتمكث حتى تصل إلى سن البلوغ، ثم تعود إلى مواطنها الأصلية لتبيض وتتكاثر، ويصل عدد أنواعها حوالي الإثنين وسبعين نوعاً منها الذعرة الصفراء، وأبو زريق، والرخمة المصرية.

### الطيور المهاجرة الحقيقية
وهي الطيور التي تعبر فلسطين مرتين سنوياً في طريقها من وإلى إفريقيا وأوروبا ضمن مسار محدد، حيث تمكث عدة أيام أو أسابيع لتعاود الرحيل، ويتراوح عددها ما بين 100-120 نوعاً ومنها اللقلق الأبيض (أبو سعد)، والذعرة البيضاء وبعض أنواع الطيور الجارحة.

### الطيور الشاردة
وهذه الأنواع على عكس الأنواع السابقة، تزور فلسطين في فترات غير مُنتظمة وليست ذات مسار أو توقيت محدد، حيث يكون ظهورها واختفاؤها مفاجئاً، ومنها ما يقارب 100-130 نوعاً، منها الأوزة الأوروبية، والبجع الصاخب.

## الزواحف

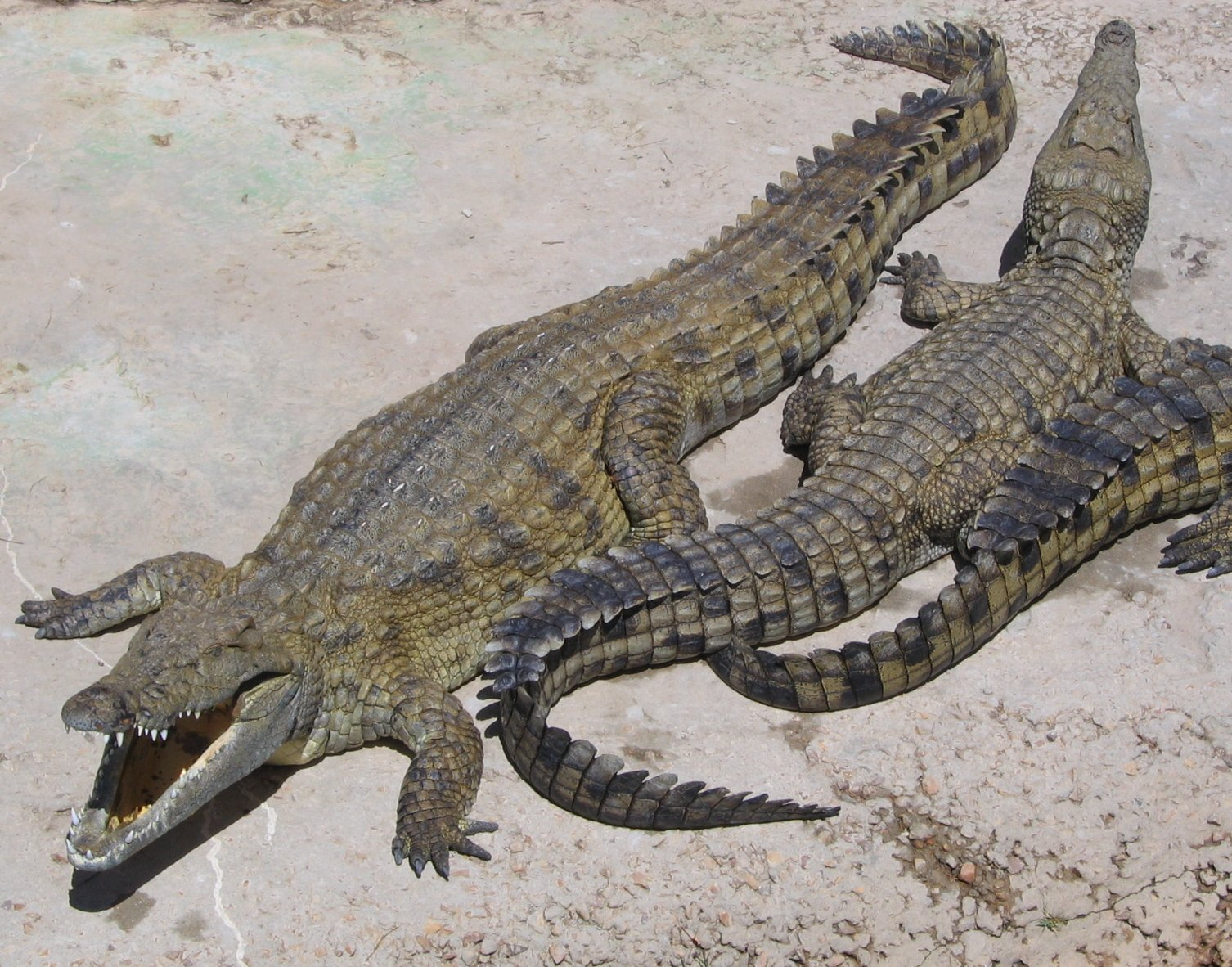
تماسيح النيل

إن الزواحف والتي تنتمي إلى الرُتب الثلاثة للسلاحف والعظاءات والحيات، مُمثلة بحوالي مائة وعشرون نوعا. إن هذا العدد الكبير نسبياً، يجب أن يُعزى إلى المناخ الدافئ بشكل عام، وإلى الإشعاع الشمسي المُباشر والقوي لساعات طويلة على أغلب مدار السنة. وتضم الأنواع المحلية عدداً من الأنواع التي تعتبر تقريباً مُنقرضة في أجزاء أخرى من العالم. وخلال الفترات الحارة والرطبة للعصر الثلثي الأوسط، دخلت الكثير من الزواحف المدارية إلى فلسطين؛ وقد اختفى أغلبها عندما أصبح المناخ جافاً وبارداً مرة أخرى، ولكن البعض منها استطاع أن يتأقلم مع الظروف الجديدة. وهذا يُفسر وجود بعض الزواحف في فلسطين، والتي تستوطن عادة غابات الهند المدارية.
وفي بداية القرن العشرين، كان تمساح النيل ما زال يعيش في نهر التمساح، في السهل الساحلي بشمال فلسطين؛ وكان نهر التمساح هو النهر الوحيد، خارج حدود نهر النيل، الذي كان يعيش فيه تمساح النيل؛ ولكنه للأسف اختفى كلياً منذ ذلك الحين. ومن أنواع السلاحف المحلية السبعة، فإن أربعة منها تعيش في البحر، وثلاثة على اليابسة.
ومن العظاءات والأنواع المُرتبطة معها، فإن الوزغة (أبو بريص) هو الأكثر انتشاراً، وعادة ما تتم رؤيته قرب المساكن البشرية. كما يُمكن مُشاهدة الحرباء، والتي تستطيع أن تغير لونها حسب مُحيطها؛ وهي معروفة ببطء الحركة، ولكنها سريعة جداً في صيدِها للحشرات بواسطة لِسانها اللزج الطويل. وتعتبر الأصلة (البُوا) الرملية من الحيات الغير سامة الأكثر شيوعاً في فلسطين، ومن الحيات الأخرى الحية السوداء، والتي يصل طولها إلى مِترين، وكذلك حية المالبولون، الأقصر طولاً، والتي يُمكن أحياناً أن يُعثر عليها حتى في منطقة يافا السكنية. ومن الأنواع السامة والخطرة: أفعى الكوبرا (الصل أو الناشر)، وأفعى فلسطين.

## البرمائيات

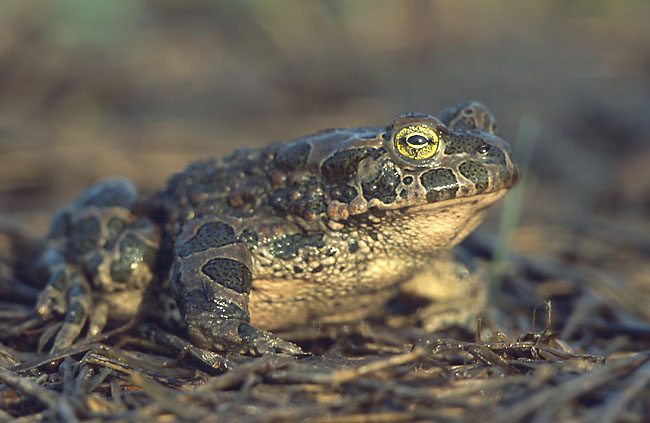
العلجوم الأخضر الأوروبي

إن البرمائيات والتي يعتمد وجودها على وجود ماء دائم، قلت أعدادها من الساحل الداخلي الفلسطيني، وشمالاً وجنوباً، مع زيادة الجفاف في تلك الجهتين. ومع ذلك فإن أعداد البرمائيات كبيرة على طول نهر الأردن وروافده والتي يتوفر فيها الماء على مدار السنة. وإن تجفيف المُستنقعات في فلسطين من قِبل الاحتلال الإسرائيلي، وخاصة تجفيف مُستنقعات بُحيرة الحولة بشمال فلسطين، في خمسينات القرن العشرين، أدى إلى تقليل أعداد البرمائيات المحلية إلى حدٍ كبير، كما أدى إلى انقراض ضفدع بُحيرة الحولة الفلسطيني، والذي تم تسجيل وجوده للمرة الأخيرة في العام 1955.
ويعيش حالياً في فلسطين خمسة أنواع من العلاجيم والضفادع وهي: العلجوم الأخضر الأوروبي، وهي الأكثر انتشاراً وتواجداً، والعلجوم السُوري، وضفدع الأشجار الأناضولي، وضفدع المُستنقعات أو البُحيرات، والضفدع المائي.
ومن البرمائيات النادرة في الضفة الغربية وقطاع غزة سمندل الماء، وكذلك السمندل الناري المُهدد بالانقراض.

## دوريات
- نشرة الغزال: النشرة الفلسطينية لعلم الأحياء. نشرة علمية دورية منذ العام 1983، تهتم بشؤون الحياة الحيوانية والنباتية والبيئية الفلسطينية، وتصدر باللغات العربية والإنجيليزية والألمانية. (النشرة مُسجلة كدورية علمية في المكتبة الألمانية بفرانكفورت تحت رقم ISSN 0178-6288).

## جمعيات علمية
- جمعية الحياة البرية في فلسطين.

## وصلات خارجية
- التنوع الحيوي في فلسطين: من مركز المعلومات الوطني الفلسطيني.
- قائمة ببعض طيور فلسطين: من مركز المعلومات الوطني الفلسطيني.
- طيور فلسطين البرية المُقيمة والمُهاجرة.
- ثدييات فلسطين.
- نُويع جديد من بنات آوى الذهبية من قطاع غزة، فلسطين: كانيس أوريوس بلستينا (فلسطين) خلف، 2008.
- السنوريات (القططيات) في فلسطين.
- الأسد الآسيوي أو الفارسي في فلسطين والمنطقة العربية والإسلامية.
- الأسد الآسيوي أو الفارسي في فلسطين (مُنقرض).
- النُمور في فلسطين.
- النمر العربي (بانثرا باردوس نمر).
- الفهد الآسيوي أو الإيراني.
- كاراكال أو الوشق الصحراوي (كاراكال كاراكال، فون شربر 1776).
- قط الأدغال.
- هِر الرمال أو القِط الصحراوي (فِليس مارجاريتا، لوخة 1858).
- التسجيل الأول لهر الرمال العربي من قطاع غزة، فلسطين.
- ابن عرس في فلسطين ومنطقة شرق البحر الأبيض المتوسط.
- نُويع جديد من الفئران المنزلية من قطاع غزة، فلسطين: موس موسكولوس غزنسيس (غزة)، خلف 2007.
- آثار الديناصور الشبيه بالطيور (أورنيثوميموصور) من بيت زيت، غرب القدس، فلسطين.
- ضفادع وعلاجيم فلسطين.
- ضُفدع بُحيرة الحُولة الفلسطيني (مُنقرض).
- الحيوان القشري البحري المُزدوج الأرجل (الأمفيبود) من يافا، فلسطين المُحتلة.